# کالین تری
کالین تری (انگلیسی: Colin Terry؛ زادهٔ ۸ اوت ۱۹۴۳) کارآفرین، نظامی بازنشسته و مدیر ارشد اجرایی بریتانیایی است، که در حال حاضر به‌عنوان رئیس هیئت مدیره شرکت مگیت فعالیت می‌کند.